# 6 Horas de México 2017
Las 6 Horas de México 2017 fue un evento de carreras deportivas de resistencia celebrado en el Autódromo Hermanos Rodríguez, México del 1 al 3 de septiembre de 2017. El Autódromo Hermanos Rodríguez sirvió como la quinta ronda del Campeonato Mundial Resistencia de la FIA 2017. La carrera fue ganada por el Porsche 919 Hybrid Nº 2 del Porsche Team.

## Clasificación
Los ganadores de las poles en cada clase están resaltados en dorado y marcados en negrita.
| Pos | Clase     | Equipo                          | Tiempo   | Brecha  | Grilla A |
| --- | --------- | ------------------------------- | -------- | ------- | -------- |
| 1   | LMP1      | No.2 Porsche LMP Team           | 1:24.562 | —       | 1        |
| 2   | LMP1      | No.1 Porsche LMP Team           | 1:24.710 | +0.148  | 2        |
| 3   | LMP1      | No.7 Toyota Gazoo Racing        | 1:24.802 | +0.240  | 3        |
| 4   | LMP1      | No.8 Toyota Gazoo Racing        | 1:25.378 | +0.816  | 4        |
| 5   | LMP2      | No.36 Signatech Alpine Matmut   | 1:32.809 | 8.247   | 5        |
| 6   | LMP2      | No.38 Jackie Chan DC Racing     | 1:33.105 | +8.543  | 6        |
| 7   | LMP2      | No.31 Vaillante Rebellion       | 1:33.605 | +9.043  | 7        |
| 8   | LMP2      | No.26 G-Drive Racing            | 1:34.002 | +9.440  | 8        |
| 9   | LMP2      | No.25 CEFC Manor TRS Racing     | 1:34.051 | +9.489  | 9        |
| 10  | LMP2      | No.37 Jackie Chan DC Racing     | 1:34.272 | +9.710  | 10       |
| 11  | LMP2      | No.24 CEFC Manor TRS Racing     | 1:34.483 | +9.921  | 11       |
| 12  | LMP2      | No.28 TDS Racing                | 1:35.365 | +10.803 | 12       |
| 13  | LMGTE Pro | No.71 AF Corse                  | 1:39.425 | +14.863 | 13       |
| 14  | LMGTE Pro | No.95 Aston Martin Racing       | 1:39.534 | +14.972 | 14       |
| 15  | LMGTE Pro | No.67 Ford Chip Ganassi Team UK | 1:39.640 | +15.078 | 15       |
| 16  | LMGTE Pro | No.66 Ford Chip Ganassi Team UK | 1:39.728 | +15.166 | 16       |
| 17  | LMGTE Pro | No.97 Aston Martin Racing       | 1:39.851 | +15.289 | 17       |
| 18  | LMGTE Pro | No.92 Porsche GT Team           | 1:39.870 | +15.308 | 18       |
| 19  | LMGTE Pro | No.51 AF Corse                  | 1:40.059 | +15.497 | 19       |
| 20  | LMGTE Pro | No.91 Porsche GT Team           | 1:40.252 | +15.690 | 20       |
| 21  | LMGTE Am  | No.77 Dempsey-Proton Racing     | 1:42.056 | +17.494 | 21       |
| 22  | LMGTE Am  | No.98 Aston Martin Racing       | 1:42.158 | +17.596 | 22       |
| 23  | LMGTE Am  | No.86 Gulf Racing               | 1:42.965 | +18.403 | 23       |
| 24  | LMGTE Am  | No.61 Clearwater Racing         | 1:43.296 | +18.734 | 24       |
| 25  | LMGTE Am  | No.54 Spirit of Race            | 1:44.648 | +20.086 | 25       |
| 26  | LMP2      | No.13 Vaillante Rebellion       | 1:33.407 | +8.845  | 26       |

## Carrera
Resultados por clase
| Pos. general | Pos. clase | Clase     | N.° | Escudería                 | Pilotos                                                   | Automóvil               | Vueltas | Tiempo/Retirado | Campeonato | Campeonato |
| Pos. general | Pos. clase | Clase     | N.° | Escudería                 | Pilotos                                                   | Automóvil               | Vueltas | Tiempo/Retirado | Pos.       | Puntos     |
| LMP          | LMP        | LMP       | LMP | LMP                       | LMP                                                       | LMP                     | LMP     | LMP             | LMP        | LMP        |
| ------------ | ---------- | --------- | --- | ------------------------- | --------------------------------------------------------- | ----------------------- | ------- | --------------- | ---------- | ---------- |
| 1            | 1          | LMP1      | 2   | Porsche LMP Team          | Timo Bernhard Earl Bamber Brendon Hartley                 | Porsche 919 Hybrid      | 240     | 6:00:05.757     | 1          | 25         |
| 2            | 2          | LMP1      | 1   | Porsche LMP Team          | Neel Jani André Lotterer Nick Tandy                       | Porsche 919 Hybrid      | 240     | +7.141          | 2          | 18         |
| 3            | 3          | LMP1      | 8   | Toyota Gazoo Racing       | Sébastien Buemi Anthony Davidson Kazuki Nakajima          | Toyota TS050 Hybrid     | 239     | +1 vuelta       | 3          | 15         |
| 4            | 4          | LMP1      | 7   | Toyota Gazoo Racing       | Mike Conway Kamui Kobayashi José María López              | Toyota TS050 Hybrid     | 239     | +1 vuelta       | 4          | 12         |
| 5            | 1          | LMP2      | 31  | Vaillante Rebellion       | Julien Canal Nicolas Prost Bruno Senna                    | Oreca 07-Gibson         | 219     | +21 vueltas     | 5          | 10         |
| 6            | 2          | LMP2      | 36  | Signatech Alpine Matmut   | Nicolas Lapierre Gustavo Menezes André Negrão             | Alpine A470-Gibson      | 219     | +21 vueltas     | 6          | 8          |
| 7            | 3          | LMP2      | 24  | CEFC Manor TRSM Racing    | Matt Rao Ben Hanley Jean-Éric Vergne                      | Oreca 07-Gibson         | 219     | +21 vueltas     | 7          | 6          |
| 8            | 4          | LMP2      | 26  | G-Drive Racing            | Roman Rusinov Pierre Thiriet Alex Lynn                    | Oreca 07-Gibson         | 219     | +21 vueltas     | 8          | 4          |
| 9            | 5          | LMP2      | 13  | Vaillante Rebellion       | Mathias Beche David Heinemeier Hansson Nelson Piquet, Jr. | Oreca 07-Gibson         | 218     | +22 vueltas     | 9          | 2          |
| 10           | 6          | LMP2      | 37  | Jackie Chan DC Racing     | David Cheng Alex Brundle Tristan Gommendy                 | Oreca 07-Gibson         | 218     | +22 vueltas     | 10         | 1          |
| 11           | 7          | LMP2      | 28  | TDS Racing                | François Perrodo Matthieu Vaxiviere Emmanuel Collard      | Oreca 07-Gibson         | 218     | +22 vueltas     | 11         | 0.5        |
| 12           | 8          | LMP2      | 25  | CEFC Manor TRSM Racing    | Roberto González Simon Trummer Vitaly Petrov              | Oreca 07-Gibson         | 217     | +23 vueltas     | 12         | 0.5        |
| 13           | 9          | LMP2      | 38  | Jackie Chan DC Racing     | Ho-Pin Tung Oliver Jarvis Thomas Laurent                  | Oreca 07-Gibson         | 211     | +29 vueltas     | 13         | 0.5        |
| LMP2         |            |           |     |                           |                                                           |                         |         |                 |            |            |
| 5            | 1          | LMP2      | 31  | Vaillante Rebellion       | Julien Canal Nicolas Prost Bruno Senna                    | Oreca 07-Gibson         | 219     | 6:00:12.608     | 1          | 25         |
| 6            | 2          | LMP2      | 36  | Signatech Alpine Matmut   | Nicolas Lapierre Gustavo Menezes André Negrão             | Alpine A470-Gibson      | 219     | +26.091         | 2          | 18         |
| 7            | 3          | LMP2      | 24  | CEFC Manor TRSM Racing    | Matt Rao Ben Hanley Jean-Éric Vergne                      | Oreca 07-Gibson         | 219     | +31.653         | 3          | 15         |
| 8            | 4          | LMP2      | 26  | G-Drive Racing            | Roman Rusinov Pierre Thiriet Alex Lynn                    | Oreca 07-Gibson         | 219     | +1:07.538       | 4          | 12         |
| 9            | 5          | LMP2      | 13  | Vaillante Rebellion       | Mathias Beche David Heinemeier Hansson Nelson Piquet, Jr. | Oreca 07-Gibson         | 218     | +1 vuelta       | 5          | 10         |
| 10           | 6          | LMP2      | 37  | Jackie Chan DC Racing     | David Cheng Alex Brundle Tristan Gommendy                 | Oreca 07-Gibson         | 218     | +1 vuelta       | 6          | 8          |
| 11           | 7          | LMP2      | 28  | TDS Racing                | François Perrodo Matthieu Vaxiviere Emmanuel Collard      | Oreca 07-Gibson         | 218     | +1 vuelta       | 7          | 6          |
| 12           | 8          | LMP2      | 25  | CEFC Manor TRSM Racing    | Roberto González Simon Trummer Vitaly Petrov              | Oreca 07-Gibson         | 217     | +2 vueltas      | 8          | 4          |
| 13           | 9          | LMP2      | 38  | Jackie Chan DC Racing     | Ho-Pin Tung Oliver Jarvis Thomas Laurent                  | Oreca 07-Gibson         | 211     | +8 vueltas      | 9          | 2          |
| LMGTE        |            |           |     |                           |                                                           |                         |         |                 |            |            |
| Pos. general | Pos. clase | Clase     | N.° | Escudería                 | Pilotos                                                   | Automóvil               | Vueltas | Tiempo/Retirado | Campeonato | Campeonato |
| Pos. general | Pos. clase | Clase     | N.° | Escudería                 | Pilotos                                                   | Automóvil               | Vueltas | Tiempo/Retirado | Pos.       | Puntos     |
| 14           | 1          | LMGTE Pro | 95  | Aston Martin Racing       | Nicki Thiim Marco Sørensen                                | Aston Martin Vantage    | 209     | 6:01:18.848     | 1          | 25         |
| 15           | 2          | LMGTE Pro | 91  | Porsche GT Team           | Richard Lietz Frédéric Makowiecki                         | Porsche 911 RSR         | 209     | +9.159          | 2          | 18         |
| 16           | 3          | LMGTE Pro | 71  | AF Corse                  | Davide Rigon Sam Bird                                     | Ferrari 488 GTE         | 208     | +1 vuelta       | 3          | 15         |
| 17           | 4          | LMGTE Pro | 67  | Ford Chip Ganassi Team UK | Andy Priaulx Harry Tincknell                              | Ford GT                 | 207     | +2 vueltas      | 4          | 12         |
| 18           | 5          | LMGTE Pro | 92  | Porsche GT Team           | Michael Christensen Kévin Estre                           | Porsche 911 RSR         | 207     | +2 vueltas      | 5          | 10         |
| 19           | 6          | LMGTE Pro | 51  | AF Corse                  | James Calado Alessandro Pier Guidi                        | Ferrari 488 GTE         | 206     | +3 vueltas      | 6          | 8          |
| 20           | 7          | LMGTE Pro | 66  | Ford Chip Ganassi Team UK | Stefan Mücke Olivier Pla                                  | Ford GT                 | 205     | +4 vueltas      | 7          | 6          |
| 21           | 1          | LMGTE Am  | 77  | Dempsey-Proton Racing     | Christian Ried Matteo Cairoli Marvin Dienst               | Porsche 911 RSR (991)   | 204     | +5 vueltas      | 8          | 4          |
| 22           | 2          | LMGTE Am  | 98  | Aston Martin Racing       | Paul Dalla Lana Pedro Lamy Mathias Lauda                  | Aston Martin V8 Vantage | 203     | +6 vueltas      | 9          | 2          |
| 23           | 3          | LMGTE Am  | 86  | Gulf Racing UK            | Michael Wainwright Ben Barker Nick Foster                 | Porsche 911 RSR (991)   | 203     | +6 vueltas      | 10         | 1          |
| 24           | 4          | LMGTE Am  | 54  | Spirit of Race            | Thomas Flöhr Francesco Castellacci Miguel Molina          | Ferrari 488 GTE         | 201     | +8 vueltas      | 11         | 0.5        |
| 25           | 5          | LMGTE Am  | 61  | Clearwater Racing         | Weng Sun Mok Keita Sawa Matt Griffin                      | Ferrari 488 GTE         | 199     | +10 vueltas     | 12         | 0.5        |
| Ret          | Ret        | LMGTE Pro | 97  | Aston Martin Racing       | Darren Turner Jonathan Adam Daniel Serra                  | Aston Martin Vantage    | 83      | Retirado        | Ret        | Ret        |
| LMGTE Am     |            |           |     |                           |                                                           |                         |         |                 |            |            |
| 21           | 1          | LMGTE Am  | 77  | Dempsey-Proton Racing     | Christian Ried Matteo Cairoli Marvin Dienst               | Porsche 911 RSR (991)   | 204     | 6:01:22.175     | 1          | 25         |
| 22           | 2          | LMGTE Am  | 98  | Aston Martin Racing       | Paul Dalla Lana Pedro Lamy Mathias Lauda                  | Aston Martin V8 Vantage | 203     | +1 vuelta       | —          | —          |
| 23           | 3          | LMGTE Am  | 86  | Gulf Racing UK            | Michael Wainwright Ben Barker Nick Foster                 | Porsche 911 RSR (991)   | 203     | +1 vuelta       | 3          | 15         |
| 24           | 4          | LMGTE Am  | 54  | Spirit of Race            | Thomas Flöhr Francesco Castellacci Miguel Molina          | Ferrari 488 GTE         | 201     | +3 vueltas      | 4          | 12         |
| 25           | 5          | LMGTE Am  | 61  | Clearwater Racing         | Weng Sun Mok Keita Sawa Matt Griffin                      | Ferrari 488 GTE         | 199     | +5 vueltas      | 5          | 10         |

Fuentes: FIA WEC.